# Epoca omayyade
L'epoca omayyade (in arabo ad-dawlah al-umawiyyah) fu la prima dinastia dell'Islam, con capitale Damasco. Cominciò con il regno di Mu'awiya ibn Abi Sufyan nel 661 e finì con quello di Marwan II ibn Muhammad ibn Marwan nel 750. 
Mu'awiya era figlio di Abu Sufyan, che era stato governatore della Siria durante la reggenza del terzo califfo "ben guidato", Othman, che era anche suo parente. Il nome della dinastia era lo stesso del clan cui appartenevano e che discendeva dalla Umayyah dei Quraysh.
Questa dinastia divenne famosa per aver gestito il regno come fosse un feudo personale, cioè per il proprio interesse e fu proprio questa la causa della loro caduta. Nella loro tirannide, gli Omayyadi si associarono con Al-Hajjaj ibn Yusuf, famoso per la sua crudeltà nello schiacciare i dissidenti iracheni e la rivolta meccana.